# Administration territoriale du Québec

Carte des collectivités territoriales actuelles du sud du Québec :
— en brun, les territoires administrés par les 1112 municipalités locales ;
— en vert, les territoires non organisés ;
— en jaune, les communautés métropolitaines de Montréal ou de Québec ;
— les limites rouges séparent les 86 MRC et les agglomérations ;
— les limites bleues séparent les 17 régions administratives.

L'administration territoriale du Québec est l'organisation des institutions et des administrations du territoire québécois. On recense de nombreuses communautés territoriales qui peuvent avoir un objectif politique (collectivités municipales), électoral (circonscriptions électorales) ou administratif (régions administratives).

## Vue d'ensemble

### Divisions administratives
| Province           | Québec |
| Palier régional    | 17 régions administratives |
| Palier supra-local | 87 municipalités régionales de comté, 11 agglomérations, 5 territoires équivalents et 2 communautés métropolitaines              |
| Palier local       | Municipalités locales, réserves indiennes et territoires non organisé (8 municipalités locales sont divisées en arrondissements) |

Le Québec est d'abord divisé en 17 régions administratives qui ne disposent pas de personnalité juridique ni d'une forme administration particulière. Avant 2016, la plupart étaient représentées par des conférences régionales des élus (CRE). Les CRE possédaient principalement des pouvoirs de concertation et de développement économique. Les régions administratives servent à l'organisation des services publics provinciaux au Québec. 
Au niveau local, la gestion des services de proximité se fait par des municipalités locales. Celles-ci sont regroupées en municipalités régionales de comté (MRC). Certaines plus grandes municipalités font toutefois office de MRC.

### Autres divisions
Il existe d'autres divisions du territoire, mais qui n'ont pas réellement de pouvoirs sur l'administration du territoire. Le Québec est par exemple divisé en régions touristiques.
Les réseaux de la santé et de l'éducation québécois sont également organisés de manière qu'une de leurs unités administratives dispense sur un territoire donné leurs services à la population. Le territoire du Québec est donc divisé en centres intégrés de santé et de services sociaux pour ce qui est de la santé et en centres de services scolaires et en commissions scolaires pour ce qui est de l'éducation. 
Les circonscriptions électorales sont des unités territoriales qui n'ont d'autre rôle que de servir à élire les membres de l'Assemblée nationale.

## État du Québec
Le Québec étant une province unitaire, aucune de ses collectivités territoriales ne possède de compétence législative, malgré une certaine propension à la régionalisation. L'organisation du territoire québécois remonte, pour les agglomérations, les arrondissements et les communautés métropolitaines, ainsi que certaines municipalités locales, aux réorganisations municipales amorcées en 2000 et conclues en 2006. Les régions administratives, municipalités régionales de comté (MRC) et territoires équivalents (TE) sont apparues dans les années 1970 et 1980. Ces entités ont alors remplacé une organisation territoriale anciennement constituée de districts et comtés. Les autres communautés territoriales ne jouent qu'un rôle ponctuel en matière administrative ou électorale.
Ce système fait partie intégrante d'une structure administrative qui assure le développement des territoires organisés localement en municipalités et des territoires non organisés.
Au 1er janvier 2010, le Québec était constitué de 17 régions administratives, 85 municipalités régionales de comté, 1 112 municipalités locales et 97 territoires non organisés. À ce nombre, on ajoute 2 administrations régionales, 2 communautés métropolitaines, 11 agglomérations, 43 arrondissements et 170 villages cris, naskapis et nordiques.

## Région administrative
Les régions administratives sont les divisions principales du territoire québécois. Le Québec en compte au total dix-sept. Chaque région est découpée de façon à respecter des critères culturels, géographiques, historiques et socio-économiques. 
Chacune des régions est représentée par un ministre responsable au sein du Conseil des ministres qui est chargé de conseiller et d'aviser le gouvernement sur les situations de sa région respective ainsi que de se faire le porte-parole du gouvernement vis-à-vis la population.

### Coopération intermunicipale
L'intermunicipalité au Québec est une forme de coopération entre municipalités locales ou municipalités régionales de comté. Elle consiste en la mise en commun des biens et services de chaque région, dans un but de partage des investissements, de réduction des coûts unitaires afférents aux travaux, d'augmentation de la rentabilité des équipements, etc.
Contrairement aux regroupements normalisés (ex.: les agglomérations) dont les compétences sont uniformes et définies par l'État du Québec, les ententes intermunicipales sont établies du libre choix des parties prenantes et s'appliquent, alors, aux compétences nécessitant des associations particulières, représentatives de la réalité locale et régionale des municipalités ainsi regroupées. Ainsi, l'intermunicipalité comprend, d'une part, la délégation de compétence à une autre municipalité et, d'autre part, la gestion commune via une régie intermunicipale.
Les compétences municipales ainsi partagées comprennent, notamment, la gestion des déchets, l'alimentation en eau potable, les services de police et protection contre les incendies, le transport en commun, etc.

## Niveau supralocal
Le palier supralocal est composé de regroupement de municipalités locales et sert principalement à la coordination et l'organisation entre elles.

### Municipalité régionale de comté
Les municipalités régionales de comté (MRC) furent, pour la grande majorité, constituées au début des années 1980 en remplacement des anciens comtés. Elles regroupent les municipalités locales d'une même région d'appartenance, dans une même région administrative. Il y en a 87 réparties dans toutes les régions administratives du Québec.
Les « conseils de MRC » sont composés des maires, et parfois d'autres élus municipaux, de chacune des municipalités locales membre. À leur tête est désigné un maire des municipalités locales constituantes, nommé préfet, qui est choisi soit par les membres du conseil ou élu au suffrage universel, à la discrétion de chaque MRC.
Les compétences obligatoires des MRC incluent généralement : le schéma d'aménagement et de développement du territoire, la planification de la gestion des matières résiduelles, la planification contre incendies, la planification de la sécurité civile, l'administration des territoires non organisés (TNO), la gestion des centres locaux de développement (CLD), l'évaluation foncière, la gestion des cours d'eau.
Les compétences facultatives des MRC incluent généralement (sans droit de retrait des municipalités locales) : l'adoption d'un plan de développement du territoire, la règlementation sur l'abattage d'arbres en forêts privées, l'établissement et la gestion des parcs régionaux, la gestion des matières résiduelles, la gestion de la voirie locale, la gestion du transport collectif, la gestion et le financement municipal des logements sociaux, les infrastructures supralocales. Les compétences facultatives des MRC incluent (avec droit de retrait des municipalités locales) : l'aide aux organismes de développement économique, l'acquisition de compétences des municipalités locales, la délégation de certains pouvoirs par des municipalités locales.
Neuf villes et cinq agglomérations constituent des territoires équivalents aux MRC en ce sens où leur conseil municipal exerce seul, sur leur territoire, les compétences généralement attribuées aux MRC. Ces villes et agglomérations sont :
1. Agglomération des Îles-de-la-Madeleine ;
2. Agglomération de La Tuque ;
3. Agglomération de Longueuil ;
4. Agglomération de Montréal ;
5. Agglomération de Québec ;
6. Ville de Gatineau ;
7. Ville de Laval ;
8. Ville de Lévis ;
9. Ville de Mirabel ;
10. Ville de Rouyn-Noranda ;
11. Ville de Saguenay ;
12. Ville de Shawinigan ;
13. Ville de Sherbrooke ;
14. Ville de Trois-Rivières.

L'administration territoriale du Nord-du-Québec se distingue de celle des autres régions administratives en ce qu'elle ne compte aucune MRC, mais uniquement trois territoires équivalents. Les compétences de la Jamésie sont attribuées au gouvernement régional Eeyou Istchee Baie-James (Eenou Chishaauchimaau) et au Gouvernement de la nation crie (Eeyou Tapayatachesoo). Le territoire d'Eeyou Istchee est administré par les conseils de bande cris. Pour la majeure partie du Nouveau-Québec (Nunavik), celle-ci est gérée par l'Administration régionale Kativik alors que sa représentation auprès du gouvernement du Québec est effectuée par la Société Makivik.

### Agglomération
Les agglomérations sont créées en dans la foulée des réorganisations municipales de 2006. Elles visent à regrouper les municipalités qui se sont défusionnées durant cette période. Les compétences des agglomérations portent sur les matières de certains sujets qui touchent à l'ensemble de leur territoire, notamment en ce qui a trait à la sécurité publique, l'évaluation municipale, le transport collectif, le réseau routier, l'alimentation en eau et l'assainissement des eaux, l'élimination et la valorisation des matières résiduelles.
Chaque agglomération est administrée par un conseil d'agglomération, lequel est composé de représentants des municipalités locales constituantes. « L'attribution des voix au sein du conseil d'agglomération est établie selon le poids démographique de chaque municipalité. »
Les agglomérations sont : Cookshire-Eaton, La Tuque, Les Îles-de-la-Madeleine, Longueuil, Mont-Laurier, Montréal, Mont-Tremblant, Québec, Rivière-Rouge, Sainte-Agathe-des-Monts, Sainte-Marguerite-Estérel.

### Communauté métropolitaine
Les communautés métropolitaines regroupent l'ensemble des banlieues de leur ville centre respective. Il n'y a que deux communautés métropolitaines au Québec : la Communauté métropolitaine de Montréal (CMM) et la Communauté métropolitaine de Québec (CMQ). Avant les réorganisations municipales de 2002, l'actuel territoire des deux communautés métropolitaines formaient respectivement les agglomérations de Montréal et de Québec. Cependant, lors des défusions municipales de 2006, le concept d'agglomération a été défini par la législation québécoise. Ainsi, depuis 2006, les agglomérations de Montréal et de Québec regroupent l'ensemble des villes défusionnées (comme pour les autres villes du Québec) qui avaient été fusionnées en 2002. Dans le cas de Montréal et de Québec, les agglomérations actuelles regroupent l'ensemble du territoire des anciennes municipalités de la Communauté urbaine de Montréal (CUM) et de la Communauté urbaine de Québec (CUQ).
Les Communautés métropolitaines de Montréal et de Québec sont respectivement connues, dans le jargon médiatique et populaire, sous le nom de Grand Montréal (ou Grande région de Montréal) et de Grand Québec (ou Grande région de Québec).
Contrairement aux municipalités régionales de comté, le territoire de chacune des communautés métropolitaines s'étend sur plus d'une région administrative. Ainsi, le territoire de la Communauté métropolitaine de Montréal inclut la totalité des régions de Montréal et de Laval ainsi qu'une partie de la Montérégie, de Lanaudière et des Laurentides. Alors que le territoire de la Communauté métropolitaine de Québec couvre une partie des régions de la Capitale-Nationale et de Chaudière-Appalaches. De plus, les communautés métropolitaines n'englobent pas nécessairement toutes les municipalités locales d'une même municipalité régionale de comté. Elles englobent cependant la totalité du territoire de chaque municipalité locale et agglomération qu'elles intègrent.
Le conseil de chaque communauté métropolitaine est composé d'élus municipaux provenant des municipalités locales constituantes et est présidé par le maire de la ville centre : Montréal et Québec, le cas échéant.
Les principales compétences des communautés métropolitaines sont : l'aménagement du territoire, la promotion économique, le développement artistique ou culturel, les infrastructures métropolitaines, la planification du transport en commun, la planification de la gestion des matières résiduelles.

## Niveau local

### Municipalité locale
Une municipalité locale est une organisation locale visant l'organisation des services de proximité. Les municipalités sont des entités autonomes et la gestion de leurs finances est faite séparément du budget de l'État québécois.
Le conseil municipal administre les affaires de la municipalité locale. Celui-ci est composé du maire et de conseillers municipaux élus au suffrage universel. Le conseil municipal peut former des comités afin de porter des questions à études ou examens ainsi que des commissions pour la surveillance ou l'administration des divers départements civiques. De plus, il peut constituer un comité exécutif responsable entre autres de l'élaboration des projets de règlements et des budgets annuels.
Certaines compétences sont obligatoires alors que d'autres sont facultatives. Elles regroupent notamment l'aménagement et l'urbanisme, le développement économique, le développement communautaire et social, les axes routiers municipaux, l'approvisionnement en eau potable, la taxation et l'évaluation foncière, la récupération des matières résiduelles, la cour municipale, le logement social, les services de police et d'incendie, la promotion et l'accueil touristique, la tenue d'élections et de référendums, la production d'énergie et systèmes communautaires de télécommunication, l'environnement, la salubrité, les nuisances.
D'autre part, une municipalité locale peut être définie par différents noms génériques dans sa toponymie, dont les plus fréquents sont : municipalité, municipalité de canton, municipalité de cantons unis, municipalité de paroisse, municipalité de village, village cri, village naskapi, village nordique, ville.
Autrefois, les paroisses avaient un statut proche ou équivalent de celui de municipalité. Toutefois, certaines municipalités portent encore aujourd'hui le nom générique de paroisse et couvrent intégralement le territoire de la paroisse catholique où elles sont localisées. Cependant, la gestion de la municipalité appartient au conseil municipal comme dans toutes autres municipalités.

#### Particularités du Nord-du-Québec
Lors de la signature de la Convention de la Baie-James et du Nord québécois en 1975, 14 villages nordiques sont créés sur le territoire du Nunavik dans la région du Nord-du-Québec et rattachées à des terres inuites de juridiction fédérale. Ceux-ci sont habités en majorité par les Inuits. Avec la signature de la Convention du Nord-Est québécois en 1978, un village naskapi est créé au même titre que les villages nordiques.
Tout comme les villages nordiques, les villages cris sont créés en 1975 et rattachés à des terres réservées de juridiction fédérale. Ils sont administrés par le Grand Conseil des Cris et constituent ensemble le Gouvernement de la nation crie. 

### Arrondissement
Les arrondissements sont institués dans les grandes villes afin de conserver les particularités locales. Ils ont compétence sur les services de proximité des citoyens. Ces compétences comprennent entre autres : les parcs, les loisirs, les équipements sportifs et culturels locaux, la voirie locale, les consultations publiques sur le zonage, l'urbanisme, les dérogations mineures aux règlements d'urbanisme, la délivrance des permis, l'enlèvement des matières résiduelles, le développement économique local, le développement communautaire et social, la prévention en matière d'incendie.
Le conseil d'arrondissement est l'organe responsable de l'administration de l'arrondissement. Il est composé des conseillers municipaux élus dans l'arrondissement ou de conseillers élus spécifiquement à cette fin. À sa tête se trouve un président choisi parmi les conseillers de l'arrondissement ou élu au suffrage universel.
Sauf les arrondissements de la ville de Montréal, les arrondissements n'ont pas les pouvoirs d'emprunt, de taxation ou d'introduction et de soutien d'une action en justice.
Certains arrondissements sont également constitués en vertu de leur statut linguistique particulier, c'est-à-dire qu'ils peuvent conserver une relative autonomie au sein de la municipalité dans laquelle ils sont inclus en raison que la municipalité qui a précédé leur constitution en arrondissement bénéficiait d'un statut bilingue,.

### Quartier
Chaque municipalité peut créer ses quartiers, chapeautés par un conseil formé de résidents du quartier. Ceux-ci pourvoient aux services de proximité notamment quant à l'organisation des consultations publiques, la mobilisation et la collaboration des résidents, la proposition d'actions locales, l'élaboration de projets améliorant la qualité de vie. Le conseil municipal peut ainsi consulter les quartiers avant de prendre des résolutions ou d'élaborer des projets de règlements, notamment en matière d'aménagement du territoire, de vie communautaire et de sécurité publique. Leur statut peut être officiel ou informel. 

### Territoire non organisé
Contrairement à une municipalité locale qui est un territoire organisé, toutes autres parcelles du territoire québécois forment des territoires non organisés (TNO). Leur gestion est assurée par la municipalité régionale de comté (MRC) dont elles font partie. Généralement, ces territoires sont situés en milieu forestier où le développement urbain est totalement absent, sont formés sur les terres du domaine de l'État et peuvent couvrir d'immenses superficies. Cependant, certaines personnes peuvent y vivre de façon permanente et sont donc assujetties aux règlements et taxes de la MRC.

## Réserve indienne
Exclusivement de juridiction fédérale, le gouvernement du Québec n'a aucun pouvoir sur l'administration des réserves indiennes. Elles sont entièrement réglementées par la Loi sur les indiens. Celles-ci ne peuvent donc faire partie d'aucune organisation locale, supralocale ou régionale formée par l'État québécois. Toutefois, à des fins statistiques ou administratives, il demeure possible qu'une réserve indienne soit incluse au sein de territoires desservis par des entités québécoises, telles que celui d'un centre de services scolaires, d'une commission scolaire, d'une région administrative, d'une municipalité régionale de comté géographique ou d'un district judiciaire. 

## Région historique et touristique
Le tourisme au Québec est administré, à l'échelle nationale, par le ministère du Tourisme et ses associations touristiques régionales (ATR). Bien que plusieurs régions touristiques portent le même nom que les régions administratives, celles-ci ne sont pas toutes délimitées de la même façon. Au total, il y a 22 régions touristiques réparties sur l'ensemble du territoire. Les limites des régions touristiques peuvent être davantage connues de la population que celles des régions administratives, car elles sont clairement indiquées par de la signalisation sur la majorité du réseau routier supérieur québécois. 
Les municipalités régionales de comté et les municipalités locales sont quant à elle responsables de la promotion du tourisme dans leur localité et région respective.
Bien qu'elles ne soient plus officiellement reconnues, certaines régions historiques bénéficient d'un fort sentiment d'appartenance de la part de leurs résidents. De ce fait, une reconnaissance nationale populaire leur est attribuée, surpassant parfois même les régions d'appartenance (MRC) telles que définies par l'État au début des années 1980. Ils sont pour la plupart le fruit des anciens comtés qui servent de référence. Par exemple, il en est ainsi de l'Abitibi, de la Beauce, du Lac Saint-Jean et de Portneuf. Bien qu'elle ne soit pas officielle, l'expression « Cantons de l'Est » est tout de même en vogue dans la population. Elle se réfère quant à elle au mode de lotissement des terres effectué par les Loyalistes anglais venus occuper les terres de la région estrienne ainsi que d'autres localités des régions limitrophes après la guerre d'indépendance des États-Unis en 1783. 